# William J. Gaston

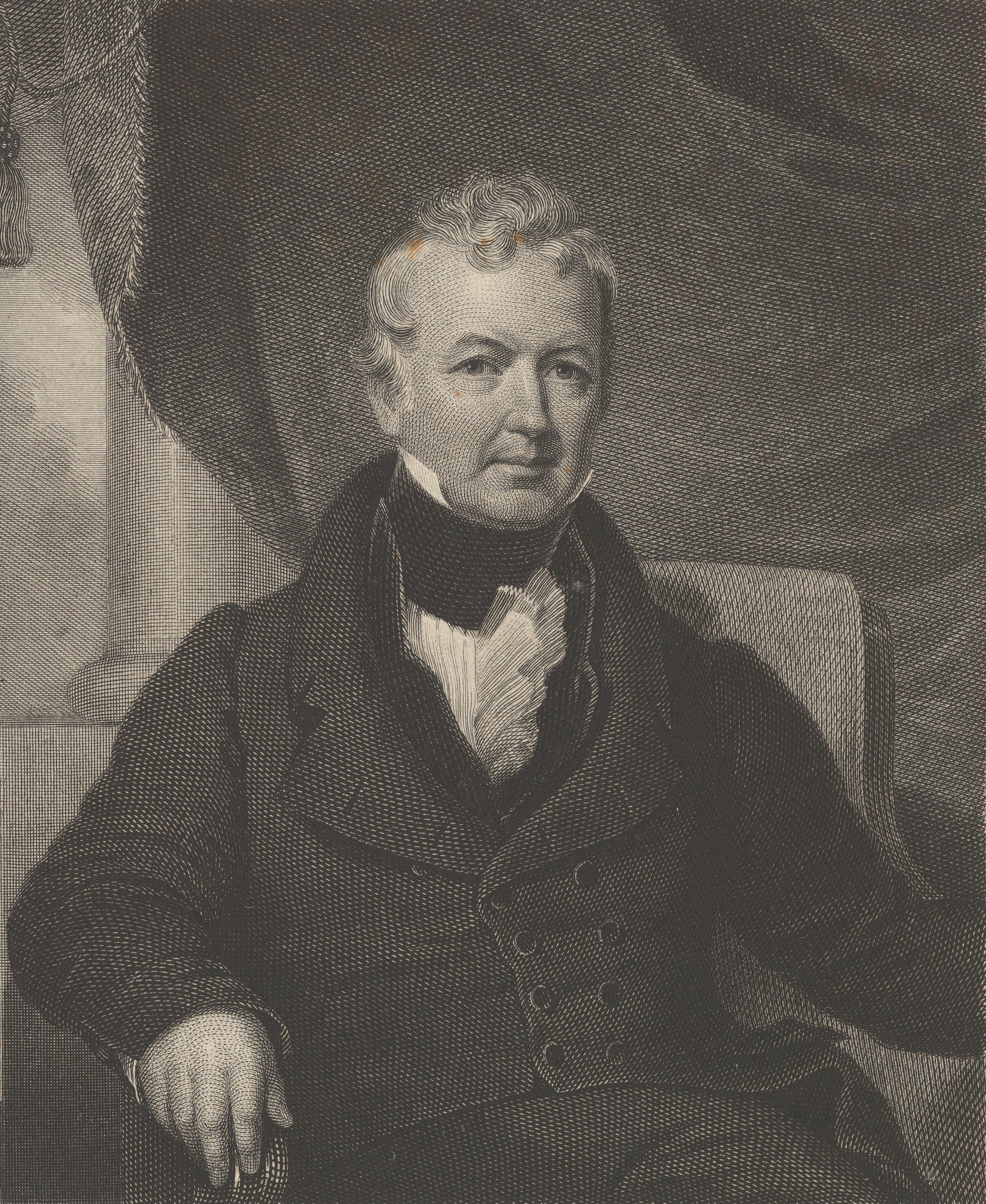
William J. Gaston

William J. Gaston (* 19. September 1778 in New Bern, North Carolina; † 23. Januar 1844 in Raleigh, North Carolina) war ein US-amerikanischer Jurist und Politiker. Zwischen 1813 und 1817 vertrat er den Bundesstaat North Carolina im US-Repräsentantenhaus.

## Werdegang
Im Alter von 13 Jahren schrieb sich William Gaston am Georgetown College in Washington, D.C. ein. Später kehrte er in seine Heimat zurück, wo er die New Bern Academy absolvierte. Daran schloss sich bis 1796 ein Studium am Princeton College an. Nach einem anschließenden Jurastudium und seiner 1798 erfolgten Zulassung als Rechtsanwalt begann er in New Bern in diesem Beruf zu arbeiten. Gleichzeitig schlug er als Mitglied der Föderalistischen Partei eine politische Laufbahn ein.
Im Jahr 1800 wurde Gaston in den Senat von North Carolina gewählt. Zwischen 1807 und 1809 saß er als Abgeordneter im Repräsentantenhaus dieses Staates, dessen Speaker er im Jahr 1808 war. In den Jahren 1812, 1818 und 1819 gehörte er erneut dem Senat an. Bei den Kongresswahlen des Jahres 1812 wurde Gaston im vierten Wahlbezirk von North Carolina in das US-Repräsentantenhaus in Washington gewählt, wo er am 4. März 1813 die Nachfolge von William Blackledge antrat. Nach einer Wiederwahl konnte er bis zum 3. März 1817 zwei Legislaturperioden im Kongress absolvieren. Diese waren anfangs von den Ereignissen des Britisch-Amerikanischen Krieges geprägt.
Im Jahr 1816 verzichtete Gaston auf eine erneute Kandidatur. Zwischen 1824 und 1831 war er mehrfach Abgeordneter im Repräsentantenhaus von North Carolina. 1833 wurde er Richter am North Carolina Supreme Court. Dieses Amt bekleidete er bis zu seinem Tod. Im Jahr 1835 war William Gaston Mitglied einer Versammlung zur Überarbeitung der Staatsverfassung von North Carolina; 1840 lehnte er eine Nominierung für die Wahlen zum US-Senat ab. Er starb am 23. Januar 1844 in Raleigh.